# Bezsenność (singel)
Bezsenność – singel polskiej influencerki Wersow. Singel został wydany 2 maja 2025.
Oryginalny teledysk do utworu zdobył ponad 500 tys. wyświetleń na platformie YouTube (lipiec 2025). Natomiast w serwisie Spotify, utwór osiągnął ponad 300 tys. przesłuchań (lipiec 2025).

## Geneza utworu i historia powstania
Utwór napisali: Weronika Sowa, Bartłomiej Marszałek, Carla Fernandes i Patryk Kumór. Za kompozycję piosenki odpowiedzialni byli Bartłomiej Marszałek, Carla Fernandes, Dominic Buczkowski-Wojtaszek oraz Frank Bo. Utwór wyprodukowała grupa Hotel Torino, która odpowiada również za miksowanie oraz mastering piosenki.
Singel ukazał się w formacie digital download 2 maja 2025 w Polsce za pośrednictwem wytwórni płytowej DB4 Management w dystrybucji Warner Music Poland.

## Teledysk
Do utworu powstał teledysk w reżyserii Weroniki Sowy, który udostępniono za pośrednictwem platformy YouTube w dzień wydania singla. W klipie pojawia się mąż Wersow – Karol Wiśniewski. 

## Lista utworów
- Digital download[4]

1. „Bezsenność” – 2:23